# Pstruhovec (přírodní památka)
Pstruhovec je přírodní památka poblíž obce Častrov v okrese Pelhřimov v nadmořské výšce 618–620 metrů. Oblast spravuje Krajský úřad Kraje Vysočina. Důvodem ochrany je stejnojmenný rybník s přilehlým rašeliništěm.